# Gyldent søm
 Der er for få eller ingen kildehenvisninger i denne artikel, hvilket er et problem. Du kan hjælpe ved at angive troværdige kilder til de påstande, som fremføres i artiklen.

Et gyldent søm (engelsk: golden spike; faglig forkortelse: GSSP, der står for Global Boundary Stratotype Sections and Points) er en geologisk markør for begyndelsen af en geologisk tidsalder. Gyldne søm bliver således  referencepunkter for grænserne i den geologiske tidsskala, se den engelske liste over gyldne søm. Siden 1977 er der nu defineret mere end 100 gyldne søm.
Et gyldent søm udvælges af the International Commission on Stratigraphy  på basis af flere karakteristika og er ofte bestemt af forskellen i livsformer, der er bevaret som fossiler i veldefinerede geologiske lag. Et gyldent søm kan også være defineret ud fra klimatiske, kemiske eller  palæomagnetiske ændringer.

## Gyldne søm i Danmark
En meget vigtig grænse ses på Stevns Klint i det såkaldte fiskeler. Denne grænse er meget synlig i Danmark, dog blev denne grænse først identificeret og accepteret af ICS (International Commission of Stratigraphy) i det nordlige Tunesien, hvor det er sømmet i ved Atlas bjergene.